# Abışabad
Abışabad è un comune dell'Azerbaigian situato nel distretto di Cəlilabad. Conta una popolazione di 1 124 abitanti.